# Niša Saveljić
Niša Saveljić (cyryl. Ниша Савељић, wym. [niʃa saʋɛʎitɕ]; ur. 27 marca 1970 w Titogradzie) – czarnogórski piłkarz grający na pozycji środkowego obrońcy.

## Kariera klubowa
Saveljić urodził się w stolicy Czarnogóry Titogradze (zwanym obecnie Podgoricą). Karierę piłkarską rozpoczął w tamtejszym klubie OFK Titograd, ale w 1988 roku rozpoczął treningi w lokalnym rywalu Budućnosti Titograd. W sezonie 1988/1989 zadebiutował w pierwszej lidze jugosłowiańskiej i w barwach Budućnosti grał w niej do 1991 roku. Wtedy też przeszedł do Hajduka Kula, w którym spędził półtora roku. Na początku 1995 roku odszedł do jednego z najbardziej utytułowanych serbskich klubów, Partizana. W 1996 roku wywalczył z nim swoje pierwsze w karierze mistrzostwo Jugosławii, a w 1997 roku powtórzył to osiągnięcie.
Latem 1997 roku Niša został sprzedany do francuskiego Girondins Bordeaux. W Ligue 1 zadebiutował 1 sierpnia w wygranym 1:0 domowym spotkaniu z AS Monaco FC. Do końca sezonu grał w pierwszym składzie „Żyrondystów” i dotarł z nimi do finału Pucharu Ligi Francuskiej (Bordeaux przegrało po serii rzutów karnych z Paris Saint-Germain). W sezonie 1998/1999 leczył kontuzję i wystąpił tylko w 8 spotkaniach, a Bordeaux wywalczyło pierwsze od 1987 roku mistrzostwo Francji. W Girondins grał także w sezonie 1999/2000. Jesienią 2000 wrócił do Jugosławii i ponownie został zawodnikiem Partizana, wygrywając z nim Puchar Jugosławii oraz wywalczając wicemistrzostwo kraju.
W 2001 roku Czarnogórzec znów grał w Ligue 1. Został piłkarzem FC Sochaux-Montbéliard i miał w nim pewne miejsce w podstawowym składzie. W 2003 roku wystąpił w finale Pucharu Ligi i drugi raz w karierze przegrał go (1:4 z AS Monaco). W 2004 roku Saveljić ponownie zmienił barwy klubowe. Odszedł do SC Bastia, a 2 sierpnia zadebiutował w jej barwach w spotkaniu z Paris Saint-Germain. Pobyt na Korsyce trwał tylko pół roku i na początku 2005 obrońca odszedł do En Avant Guingamp (debiut: 17 stycznia w przegranym 0:2 meczu z Bordeaux). Z Guingamp spadł do Ligue 2, a po sezonie odszedł do FC Istres. Swoje pierwsze spotkanie dla tego klubu rozegrał 7 sierpnia przeciwko SM Caen (1:1). Na koniec sezonu, podobnie jak z Guingamp, spadł do Ligue 2. W 2005 roku wrócił do Partizana i został z nim wicemistrzem kraju, a jesienią 2006 zakończył piłkarską karierę.
| Sezon   | Klub                                                                 | Kraj                | Rozgrywki  | Mecze | Bramki |
| ------- | -------------------------------------------------------------------- | ------------------- | ---------- | ----- | ------ |
| 1988/89 | FK Budućnost Titograd (1988–1991) FK Budućnost Podgorica (1991–1993) | Jugosławia          | Prva liga  | 4     | 0      |
| 1989/90 | FK Budućnost Titograd (1988–1991) FK Budućnost Podgorica (1991–1993) | Jugosławia          | Prva liga  | 11    | 1      |
| 1990/91 | FK Budućnost Titograd (1988–1991) FK Budućnost Podgorica (1991–1993) | Jugosławia          | Prva liga  | 31    | 3      |
| 1991/92 | FK Budućnost Titograd (1988–1991) FK Budućnost Podgorica (1991–1993) | Jugosławia          | Prva liga  | 15    | 1      |
| 1992/93 | FK Budućnost Titograd (1988–1991) FK Budućnost Podgorica (1991–1993) | Jugosławia          | Prva liga  | 25    | 3      |
| 1993/94 | FK Hajduk Kula                                                       | Jugosławia          | Prva liga  | 30    | 1      |
| 1994/95 | FK Hajduk Kula                                                       | Jugosławia          | Prva liga  | 16    | 2      |
| 1994/95 | FK Partizan                                                          | Jugosławia          | Prva liga  | 15    | 3      |
| 1995/96 | FK Partizan                                                          | Jugosławia          | Prva liga  | 24    | 1      |
| 1996/97 | FK Partizan                                                          | Jugosławia          | Prva liga  | 27    | 7      |
| 1997/98 | Girondins Bordeaux                                                   | Francja             | Division 1 | 24    | 1      |
| 1998/99 | Girondins Bordeaux                                                   | Francja             | Division 1 | 8     | 0      |
| 1999/00 | Girondins Bordeaux                                                   | Francja             | Division 1 | 21    | 2      |
| 2000/01 | Girondins Bordeaux                                                   | Francja             | Division 1 | 1     | 0      |
| 2000/01 | FK Partizan                                                          | Jugosławia          | Prva liga  | 13    | 1      |
| 2001/02 | FC Sochaux-Montbéliard                                               | Francja             | Ligue 1    | 24    | 2      |
| 2002/03 | FC Sochaux-Montbéliard                                               | Francja             | Ligue 1    | 33    | 2      |
| 2003/04 | SC Bastia                                                            | Francja             | Ligue 1    | 17    | 1      |
| 2003/04 | En Avant Guingamp                                                    | Francja             | Ligue 1    | 17    | 1      |
| 2004/05 | FC Istres                                                            | Francja             | Ligue 1    | 31    | 1      |
| 2005/06 | FK Partizan                                                          | Serbia i Czarnogóra | Super liga | 19    | 2      |
| 2006/07 | FK Partizan                                                          | Serbia              | Super liga | 1     | 0      |

## Kariera reprezentacyjna
W reprezentacji Jugosławii Saveljić zadebiutował 31 stycznia 1995 roku w wygranym 3:1 towarzyskim spotkaniu z Hongkongiem. W 1998 roku został powołany przez selekcjonera Slobodana Santrača do kadry na Mistrzostwa Świata we Francji. Tam był rezerwowym i wystąpił jedynie w przegranym 1:2 meczu 1/8 finału z Holandią. W 2000 roku był w kadrze Jugosłowian na Euro 2000, a jego dorobek to trzy spotkania: z Norwegią (1:0) i z Hiszpanią (3:4) oraz ćwierćfinałowe z Holandią (1:6). Mecz Holandią był jego ostatnim w kadrze narodowej, w której wystąpił 32 razy i zdobył jednego gola.